# Castellví (llinatge)
Els Castellví, cavallers i senyors, van ser una nissaga nobiliària procedent de Borgonya, que passà a Catalunya cap a l'any 975, i es va estendre pel regne de València arran de la reconquesta al segle xiii.

## Branques i membres destacats
Senyors de Carlet
Gonçal de Castellví (segle XIV) fou senyor de Carlet i un dels seus descendents masculins directes, en Jordi de Castellví i López de Mendoza, va rebre el títol de comte de Carlet l'any 1604. Felip Linus de Castellví i Ximénez de Urrea (1670 - 1740) va ser un destacat militar de l'arma de cavalleria. La línia es va extingir amb Joaquim Antoni de Castellví i Idiáquez (mort el 1800) oncle segon i padrí de bateig de la Duquessa d'Almodóvar (1764 - 1814).
Línia de Castellar
Joan de Castellví i Mercader tingué un quadrinét, Tomàs de Castellví i Adell, que heretà el Comtat de Castellar (nom antic del poble de Quesa) i les baronies o senyories de Bicorb, Benedrís, Rafelguaraf i Vilanova. El seu renebot Vicent Maria de Castellví i Montsoriu (segle xviii) heretà, entre d'altres, les baronies de Torres Torres i Manuel. Després, el net d'aquest darrer, Antoni Benet de Castellví i Duran, esdevingué hereu del comtat de Carlet; la seua neta Helena de Castellví i Shelly es casà amb l'infant Enric d'Espanya (1823 - 1870). La línia es va extingir amb Isabel Maria del Carme Castellví Gordon (1867 - 1949) qui aportà els seus títols nobiliaris, per matrimoni, als Armet de Barcelona.
Línia de Vilanova
Encetada per Enric Castellví de Ibarrola, comte de Vilanova i baró de Torres Torres. Fou oncle d'Isabel Maria del Carme, adés esmentada.
Línia de Benimuslem
Fundada per Lluís de Castellví i Joan, qui comprà la baronia de Benimuslem el 1441.
Branca de Vilatorques
D'aquesta línia destacà Josep de Castellví i d'Alagó, marquès de Vilatorques (1690). Va succeir-lo el seu fill Joan Basili de Castellví i Coloma (mort el 1754) governador de València i virrei de Nàpols.
Branca sarda
D'aquesta destacà Pau de Castellví, qui fou creat marquès de Cea de Sardenya el 1643.